# NGC 6490
NGC 6490 ist eine elliptische Galaxie vom Hubble-Typ E/S0 im Sternbild Herkules am Nordsternhimmel. Sie ist schätzungsweise 152 Millionen Lichtjahre von der Milchstraße entfernt und hat einen Durchmesser von etwa 45.000 Lichtjahren. Vermutlich bildet sie gemeinsam mit NGC 6495 ein gravitativ gebundenes Galaxienpaar.
Im selben Himmelsareal befinden sich u. a. die Galaxien NGC 6500 und NGC 6501.
Das Objekt wurde am 11. Mai 1864 von Albert Marth entdeckt.